# Lenwebbia prominens
Lenwebbia prominens är en myrtenväxtart som beskrevs av Neil Snow och Gordon P. Guymer. Lenwebbia prominens ingår i släktet Lenwebbia och familjen myrtenväxter. Inga underarter finns listade i Catalogue of Life.